# Рона-Альпи
Рона-Альпи (фр. Rhône-Alpes) — історичний регіон, з 1 січня 2016 у складі регіону Овернь-Рона-Альпи на південному сході Франції. Головне місто Ліон. Населення 5,893 млн чоловік (2-е місце серед регіонів).

## Географія
Площа території 43 698 км². Регіон включає департаменти Ізер, Ардеш, Ен, Дром, Луара, Рона, Савоя і Верхня Савоя. Через нього протікають річки  Сона, Рона і Ізер.